# We Blew It
Pour plus de détails, voir Fiche technique et Distribution.
We Blew It (« Nous avons tout gâché ») est un documentaire français réalisé par Jean-Baptiste Thoret, sorti en 2017.
Il est présenté au Festival du cinéma américain de Deauville 2017.

## Synopsis
Jean-Baptiste Thoret revient sur les utopies des années 1960 et 1970 pour comprendre comment l'Amérique est passée d'Easy Rider à Donald Trump.

## Fiche technique
- Titre français : We Blew It
- Réalisation : Jean-Baptiste Thoret
- Scénario : Jean-Baptiste Thoret
- Photographie : Denis Gaubert
- Montage : Daly Marc
- Pays d'origine :  France
- Format : couleur - 35 mm - 2,35:1 - Dolby Digital
- Genre : documentaire
- Durée : 137 minutes
- Dates de sortie : 
  -  France : 3 septembre 2017 (Festival du cinéma américain de Deauville 2017), 8 novembre 2017 (sortie nationale)

## Distribution
- Michael Mann : lui-même
- Peter Bogdanovich : lui-même
- Tobe Hooper : lui-même
- Paul Schrader : lui-même
- Fred Williamson : lui-même
- Peter Hyams : lui-même
- Ronee Blakley : elle-même
- Bob Rafelson : lui-même
- James Toback : lui-même
- Jerry Schatzberg : lui-même
- Charles Burnett : lui-même
- Jeff Lieberman : lui-même
- Stanton Kaye : lui-même

## Accueil critique
L'accueil critique est positif : le site Allociné recense une moyenne des critiques presse de 3,7/5, et des critiques spectateurs à 3,3/5.